# Paul Ware
Paul Ware (Cheshire, 7 de noviembre de 1970 - Cheshire, 17 de abril de 2013) fue un jugador de fútbol profesional inglés que jugó en la demarcación de centrocampista.

## Biografía
Paul Ware debutó con el Stoke City Football Club en 1987 contra el Shrewsbury Town. Jugó un total de 15 partidos en la temporada 1988/1989 marcando el gol de la victoria contra el Bournemouth. En 1990 Ware jugó 19 partidos con el Stoke, llegando a descender de categoría hacia la tercera división, terminando posteriormente en la temporada siguiente con la peor clasificación del Stoke en liga, con Ware jugando en 40 partidos. La suerte del Stoke mejoró con Lou Macari y Ware marcó el gol de la victoria contra el Peterborough United en la final del Football League Trophy mandando al Stoke a jugar contra el Stockport County en Wembley. Desafortunadamente para Ware, se perdió la final debido a una lesión, aunque el Stoke ganó 1–0. Jugó un total de 35 partidos en 1993, haciendo que el equipo subiera de nuevo de división.
Posteriormente fue fichado por el Stockport County en septiembre de 1994 y jugó durante tres años en Edgeley Park, siendo en la temporada 1996/1997 cuando el equipo subió de división. Tras subir de categoría fue cedido al Cardiff City y posteriormente traspasado al Hednesford Town antes de unirse al Macclesfield Town. Posteriormente fue cedido al Nuneaton Borough terminando su carrera en el Hednesford Town tras un paso de dos temporadas en el Rochdale.
En 2012 Ware se realizó una operación para eliminar un tumor cerebral. Falleció en la mañana del 17 de abril de 2013 después de que su salud se deteriorase tras haber estado en remisión.

## Clubes
| Club               | País       | Año         |
| ------------------ | ---------- | ----------- |
| Stoke City FC      | Inglaterra | 1987 - 1994 |
| Stockport County   | Inglaterra | 1994 - 1996 |
| Cardiff City       | Gales      | 1996 - 1997 |
| Stockport County   | Inglaterra | 1997        |
| Hednesford Town FC | Inglaterra | 1997 - 1999 |
| Macclesfield Town  | Inglaterra | 1999        |
| Nuneaton Borough   | Inglaterra | 1999 - 2000 |
| Macclesfield Town  | Inglaterra | 2000        |
| Rochdale           | Inglaterra | 2000 - 2002 |
| Hednesford Town FC | Inglaterra | 2002        |

## Palmarés
- Football League Division Two - 1992/1993 - Stoke City FC
- Football League Trophy - 1992 - Stoke City FC